# Jovan Golić
Jovan Golić, cyr. Joвaн Гoлић (ur. 18 sierpnia 1986 we Vlasenicy) – serbski i bośniacki piłkarz występujący na pozycji pomocnika. Od 2013 zawodnik FK Atyrau.

## Kariera
Jest wychowankiem Mladosti Lukićevo. W latach 2005–2006 grał w FK Bačka Palanka. W latach 2006–2011 był zawodnikiem FK Inđija. W 2010 roku przebywał na wypożyczeniu w Spartaku Nalczyk. Na początku 2011 roku został definitywnie wykupiony przez ten klub. W rozgrywkach Priemjer-Liga zadebiutował 30 lipca 2010 roku w meczu z Amkarem Perm (2:1). Pierwszego ligowego gola zdobył 3 października 2010 roku w meczu z Zenitem Petersburg (2:3). W 2013 roku grał w CS Turnu Severin, a w 2013 przeszedł do FK Atyrau.